# O Anápolis
O Anápolis ou Jornal O Anápolis, é um  jornal brasileiro editado na cidade de Anápolis, Goiás. É o jornal de maior tiragem em Anápolis.

## História
É um dos jornais mais antigos de Goiás e foi fundado em 31 de março de 1935.